# Torquemada (Palencia)
Torquemada es un municipio y localidad española de la provincia de Palencia, en la comunidad autónoma de Castilla y León. Se encuentra en la comarca del Cerrato y cuenta con una población de 967 habitantes (INE 2024).

## Geografía
Integrado en la comarca de El Cerrato, se sitúa a 22 kilómetros de la capital provincial. El término municipal está atravesado por la Autovía de Castilla A-62 entre los pK 61 y 70, así como por las carreteras provinciales P-130, que permite la comunicación con Baltanás, P-411, que conecta con Villamediana, y P-412, que se dirige a Astudillo.
Las formas de relieve entre las que se encajona el actual término de Torquemada, son páramos calcáreos, que al ser más resistentes frente a la erosión que los materiales de otros períodos sedimentarios, han aguantado los sucesivos desmantelamientos erosivos sufridos en el sector suroriental de la provincia de Palencia, manteniéndose así hasta nuestros días y conformando su actual morfología y orografía. Entre estos páramos que dominan el paisaje y la vega por la que discurren el río Pisuerga y el río Arlanza, hoy veremos lo que consideraríamos como su paisaje rural de explotación y aprovechamientos agrícolas, base de la economía primaria de esta zona.
La altitud del municipio oscila entre los 893 metros (Monte de Torquemada, cerro Valdeguinda) y los 730 metros a orillas del río Pisuerga. El pueblo se alza a 745 metros sobre el nivel del mar, a orillas del Pisuerga, poco después de la desembocadura del Arlanza.
| Noroeste: Villamediana | Norte: Astudillo | Noreste: Cordovilla la Real   |
| Oeste: Villamediana    |                  | Este: Herrera de Valdecañas   |
| Suroeste: Villamediana | Sur: Villaviudas | Sureste: Hornillos de Cerrato |

## Historia
Es la localidad de nacimiento de la infanta Catalina, quien fue posteriormente reina de Portugal. Esta infanta fue hija de Juana de Castilla, «la loca», y de Felipe de Habsburgo, «el Hermoso». Dicha infanta nació el 14 de enero de 1507 en esta villa palentina, hija póstuma de su padre, quien falleció antes de que su última hija naciese.

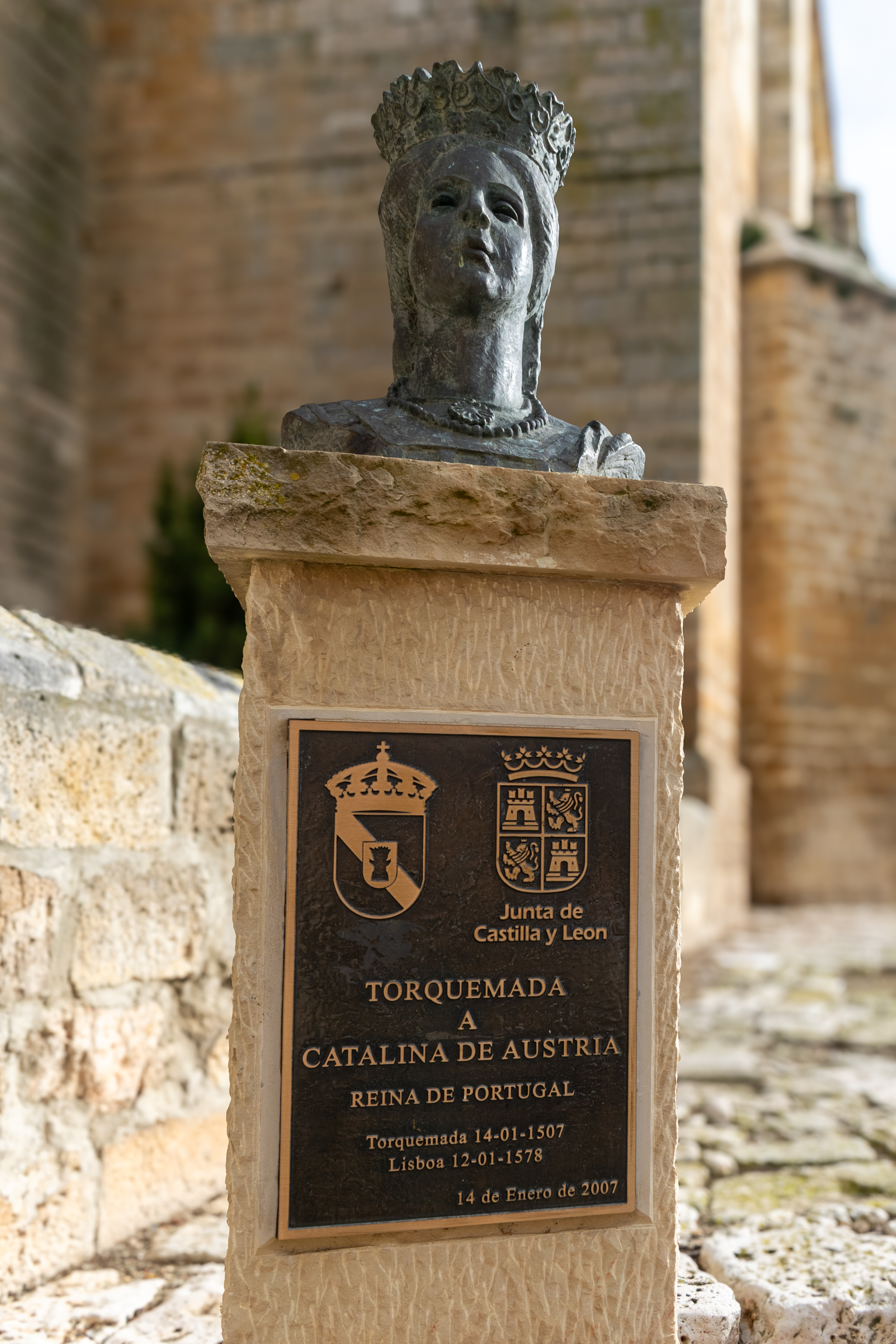
Monumento a Catalina de Austria, Reina de Portugal en el 500 aniversario de su nacimiento en la localidad.

En la iglesia parroquial descansaron los restos mortales de Felipe de Habsburgo durante tres meses, período en el que los celos patológicos y enfermizos de la reina impidieron que entrase mujer alguna al recinto, por temor a que su esposo hiciese algo con ellas, algo típico, ya que Felipe era un mujeriego.
Así se describe a Torquemada en la página 43 del tomo XV del Diccionario geográfico-estadístico-histórico de España y sus posesiones de Ultramar, obra impulsada por Pascual Madoz a mediados del siglo XIX:

TORQUEMADA

Villa con ayuntamiento en la provincia y diócesis de Palencia (3 leguas), partido judicial de Astudillo (3), audiencia territorial y capitanía general de Valladolid (11).
Situada en una hermosa llanura, a la margen derecha del río Pisuerga; el clima es poco frío, bien ventilado y sano, padeciéndose solo algunas calenturas intermitentes.
Consta de 620 casas; la de ayuntamiento, en la que se hospedó el rey Fernando VII cuando su regreso a la Corte desde Bilbao; en el día sirve de cárcel y escuela de primeras letras, a la cual concurren 200 niños, dotada con 2.200 reales pagados de los fondos de propios; otra particular de niñas pagada por los padres de las jóvenes, y una iglesia parroquial (Santa Eulalia) servida por un cura de segundo ascenso, 3 beneficiados y 2 sirvientes exclaustrados.
El término confina por N con el de Cordovilla y Astudillo; E Herrera de Valdecañas; S Villaviudas y Hornillos de Cerrato, y O Villamediana.
Su terreno es de excelente calidad, a excepción de la parte E y S; en las riberas del Arlanza y Arlanzón que riegan su término hay muchas huertas que surten de excelente hortaliza a Burgos, Valladolid, Palencia y otras poblaciones; el viñedo es de mucha consideración, y los montes poblados se reducen al de S y N, los cuales abastecen de leña de roble a los vecinos; el río Pisuerga ya citado con los otros dos que se le incorporan 1/4 de legua al N, antes de llegar a la villa, bañan su término; sobre el primero hay un famoso puente de 25 arcos, en que está situado el portazgo que lleva el nombre de la villa.
Los caminos son de pueblo a pueblo, y la carretera que de Burgos conduce a Valladolid pasa por el centro de la villa; su estado es excelente.
La correspondencia se recibe en el mismo pueblo, y hay parada de caballos y 2 coches de distintas empresas para viajar.
Producciones: trigo, cebada, centeno, legumbres, hortalizas y mucho vino que se exporta para Reinosa y Santander.
Industria: la elaboración de harinas, una fábrica de curtidos y la agrícola.
Población: 531 vecinos, 2762 almas.
Capital productivo: 1 700 500 reales. Imponible: 72 024.

[...]

## Demografía

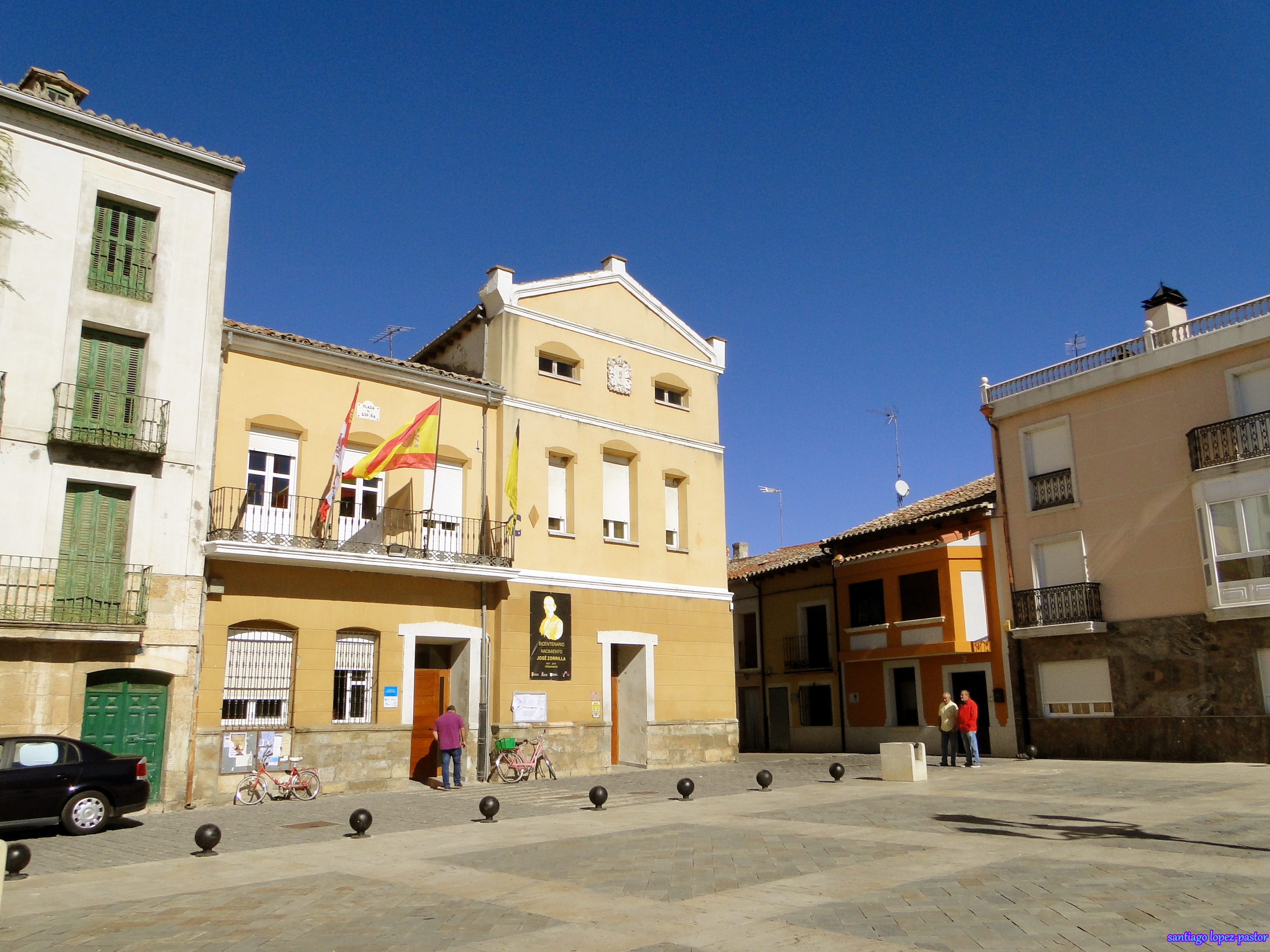
Casa consistorial

Cuenta con una población de 967 habitantes (INE 2024).
| Gráfica de evolución demográfica de Torquemada entre 1842 y 2021                                                      |
| |
| Población de derecho según los censos de población del INE. Población de hecho según los censos de población del INE. |

## Cultura

### Patrimonio
- Casa de Cultura Rosa de Lima y Manzano
- El Ayuntamiento ocupa el edificio del Palacio de los Hierro, que data del siglo XVI.
- Gran puente de veinticinco ojos construido en la segunda mitad del siglo XVI por los maestros canteros Diego Gómez de Sisniega y su hijo García de Sisniega. Existía anteriormente uno o dos puentes de madera. Fue destruido en gran parte por el ejército de Napoleón en retirada.[4]

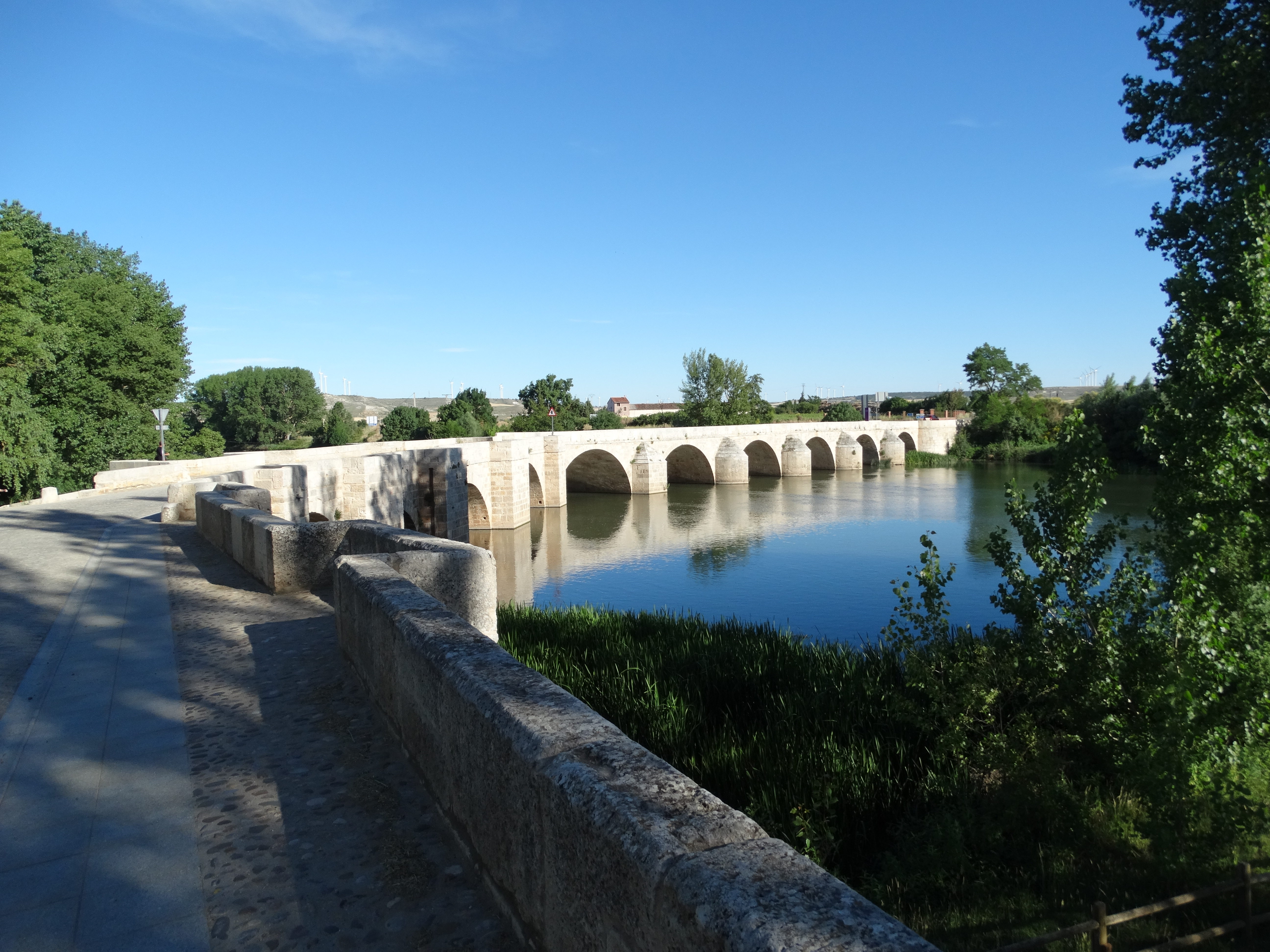
Puente sobre el río Pisuerga

- Ermita de la Piedad, donde se encuentra la patrona de la localidad: la Virgen de Valdesalce.
- Iglesia Parroquial Nuestra Señora de la Asunción (siglo XV), más conocida por ser la iglesia de Santa Eulalia.
- Iglesia de Santa Cruz, del siglo XIII, más conocida por ser la iglesia situada dentro del cementerio de la localidad. Dicha iglesia se encontraba prácticamente derruida, y se encuentra actualmente (a fecha de octubre de 2007), en período de restauración.
- Fuente de los Caños.
- Soto del Pisuerga. Área recreativa, de paseo y esparcimiento a ambos lados del puente histórico. El acceso a esta terraza del río se puede hacer cruzando pasarela de madera sobre el caz de un molino adyacente al río Pisuerga que se construyó en el año 2008.

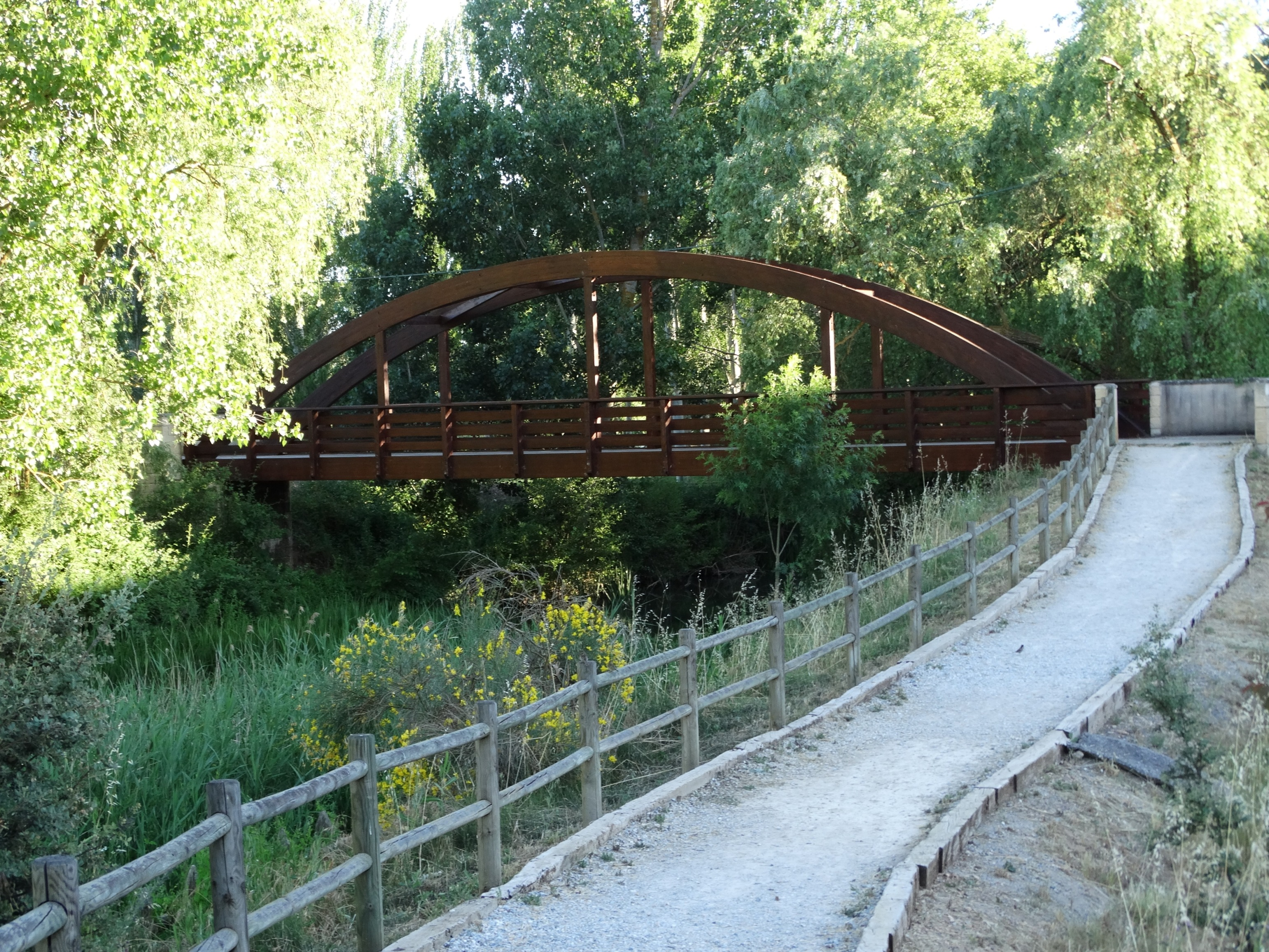
Pasarela sobre el caz del Molino

- En la villa se encuentra la casa donde veraneaba el escritor vallisoletano José Zorrilla y Moral, autor, entre otras obras literarias, de «Don Juan Tenorio», obra que se representa tradicionalmente todos los años. En la fachada dispone de una placa conmemorativa en su memoria.

### Gastronomía
En el terreno gastronómico, es conocido el pimiento de Torquemada por el cual desde hace unos años se festeja la denominada Fiesta del pimiento.
También es reconocido su vino. En localidad existen más de 500 bodegas subterráneas por la ladera del pago de Quiñones (zona de viñedos) conocida como Ladrero.